# Argiope florida
Argiope florida är en spindelart som beskrevs av Chamberlin och Ivie 1944. Argiope florida ingår i släktet Argiope och familjen hjulspindlar. Inga underarter finns listade i Catalogue of Life.